# Kapow
Kapow è il primo album del gruppo musicale femminile Mumble Rumble, uscito nel 1994 per la Aarghh!! Produzioni.

## Tracce
1. Game Over
2. Silly Girl
3. Stupro
4. Sick Around
5. Eli-Capture
6. Spiral
7. One Wish
8. Aliosha
9. Audio Evasivo
10. Beat In Tumoil
11. Heaven In My Head
12. Variazioni sul tema
13. Parole ole